# Фемке Бол
Фемке Бол (на нидерландски: Femke Bol) е нидерланска лекоатлетка, специализирала се в дисциплините 400 метра с препятствия и 400 метра гладко бягане.
Бол е световна рекордьорка на 400 метра в зала с време 49,26 секунди, европейска рекордьорка на 400 метра с препятствия с време 51,45 секунди, което я прави втората най-бърза жена за всички времена в дисциплината, и носителка на пет нидерландски рекорда в индивидуални дисциплини и щафети. Освен това има най-добри световни постижения на 300 метра с препятствия и 500 метра в зала.
Тя печели два златни медала на Световното първенство през 2023, става шампион на Диамантената лига през 2021 и 2022 година и спечели бронзов медал на Олимпийските игри в Токио през 2020 година. Бол също така е четирикратна сребърена медалистка от световни първенства (на открито и в зала), седемкратена златна медалистка от европейски първенства (на открито и в зала) и осемкратна медалистка (с четири златни медала) от нидерландски шампионати (на открито и на закрито).
Като дете тренира джудо, след като си чупи ръката два пъти и лекарят я посъветва да се занимава с този спорт, за да се научи как да пада. През 2008 година започва със занимания по лека атлетика в местния клуб AV Triathlon. През 2014 сменя клуба си с AV Altis, където треньорът ѝ Вернер Андреа открива таланта ѝ за дълги спринтове.

## Лични рекорди
- 200 метра: 23,16 с (+0,5 м/с), 27 юни 2021 в Бреда
  - 200 метра (зала): 22,87 с, 11 февруари 2023 в Мец (нидерландски рекорд)
- 400 метра: 49,44 с, 17 август 2022 в Мюнхен (нидерландски рекорд)
  - 400 метра (зала): 49,17 с, 2 март 2024 в Глазгоу (световен рекорд)
- 500 метра (зала): 1:05,63 мин, 4 февруари 2023 в Бостън (световен рекорд)
- 300 м с препятствия: 36,86 с, 31 май 2022 в Острава (световен рекорд)
- 400 м с препятствия: 51,45 с, 23 юли 2023 в Лондон (европейски рекорд)